# Martin Tichý
Martin Tichý (1973) è un ex sciatore alpino ceco naturalizzato canadese dalla stagione 1997-1998.

## Biografia
Slalomista puro residente a Port Moody, Tichý esordì in Coppa del Mondo il 20 dicembre 1994 a Lech, senza completare la prova, e ai Campionati mondiali a Sierra Nevada 1996, dove si classificò al 22º posto; sempre nel 1996, il 3 aprile, ottenne il primo podio in Nor-Am Cup (3º), mentre l'anno seguente ai Mondiali di Sestriere 1997, sua ultima presenza iridata, non completò la prova. Prese per l'ultima volta il via in Coppa del Mondo il 4 gennaio 1998 a Kranjska Gora, senza completare la prova (non ottenne piazzamenti in nessuna delle 13 gare del massimo circuito cui prese parte), e ottenne l'ultimo podio in Nor-Am Cup il 12 marzo 1999 a Georgian Peaks (2º); si ritirò al termine della stagione 2009-2010 e la sua ultima gara fu uno slalom speciale FIS disputato il 13 aprile a Mission Ridge. Non prese parte a rassegne olimpiche.

## Palmarès

### Nor-Am Cup
- Miglior piazzamento in classifica generale: 25ª nel 1999
- 8 podi (dati dalla stagione 1994-1995):
  - 5 secondi posti
  - 3 terzi posti

### Campionati cechi
- 1 medaglia (dati dalla stagione 1994-1995):
  - 1 bronzo (slalom speciale nel 1996)

### Campionati canadesi
- 1 medaglia:
  - 1 bronzo (slalom speciale nel 1998)